# NGC 7483
NGC 7483 é uma galáxia espiral barrada (SBa) localizada na direcção da constelação de Pisces. Possui uma declinação de +03° 32' 43" e uma ascensão recta de 23 horas, 05 minutos e 48,2 segundos.
A galáxia NGC 7483 foi descoberta em 18 de Setembro de 1830 por John Herschel.